# Torneo di Wimbledon 1923
Il Torneo di Wimbledon 1923 è stata la 43ª edizione del Torneo di Wimbledon e terza prova stagionale dello Slam per il 1923. Si è giocato sui campi in erba dell'All England Lawn Tennis and Croquet Club di Wimbledon a Londra in Gran Bretagna. Il torneo ha visto vincitore nel singolare maschile lo statunitense Bill Johnston che ha sconfitto in finale in 3 set il connazionale Frank Hunter con il punteggio di 6–0 6–3 6–1. Nel singolare femminile si è imposta la francese Suzanne Lenglen che ha battuto in finale in 2 set la britannica Kitty McKane Godfree. Nel doppio maschile hanno trionfato Leslie Godfree e Randolph Lycett, il doppio femminile è stato vinto dalla coppia formata da Suzanne Lenglen e Elizabeth Ryan e nel doppio misto hanno vinto Elizabeth Ryan con Randolph Lycett.

## Risultati

### Singolare maschile
Bill Johnston hanno battuto in finale  Frank Hunter con il punteggio di 6–0 6–3 6–1

### Singolare femminile
Suzanne Lenglen hanno battuto in finale  Kitty McKane Godfree con il punteggio di 6–2, 6–2

### Doppio maschile
Leslie Godfree /  Randolph Lycett hanno battuto in finale  Count de Gomar /  Eduardo Flaquar con il punteggio di 6–3, 6–4, 3–6, 6–3

### Doppio femminile
Suzanne Lenglen /  Elizabeth Ryan hanno battuto in finale  Joan Austin /   Evelyn Colyer con il punteggio di 6–3, 6–1

### Doppio misto
Elizabeth Ryan /  Randolph Lycett hanno battuto in finale  Dorothy Shepherd Barron /  Lewis Deane con il punteggio di 6–4, 7–5